# 6706-os mellékút (Magyarország)
A 6506-os számú mellékút egy bő tíz kilométer hosszú, négy számjegyű országos közút Somogy vármegyében.

## Nyomvonala
A 6703-as útból ágazik ki, annak 4,500-as kilométerszelvénye táján, Hetes belterületének nyugati szélén. Észak-északnyugati irányban indul, egy darabig még a község lakott területének szélét követi, majd mintegy 600 méter után elhagyja azt. 1,1 kilométer után lép át Mezőcsokonya területére, de ott csak külterületeken halad át; 2,2 kilométer már Csombárd területén halad. 2,9 kilométer után éri el a település házait, ahol a Kossuth Lajos utca nevet viseli. 4,8 kilométer után kilép a lakott területről, 5,5 kilométer után pedig Bodrog községbe érkezik. Az 5,950-es kilométerszelvénye táján éri el e település első házait, itt is Kossuth Lajos utca néven húzódik. 9,2 kilométer után hagyja csak el teljesen a falut, 9,5 kilométer megtételét követően pedig már osztopáni területen jár. Ez utóbbi település központjától nyugatra ér véget, beletorkollva a 6712-es útba, annak 1,750-es kilométerszelvényénél.
Teljes hossza, az országos közutak térképes nyilvántartását szolgáló kira.gov.hu adatbázisa szerint 10,670 kilométer.